# Foxhound

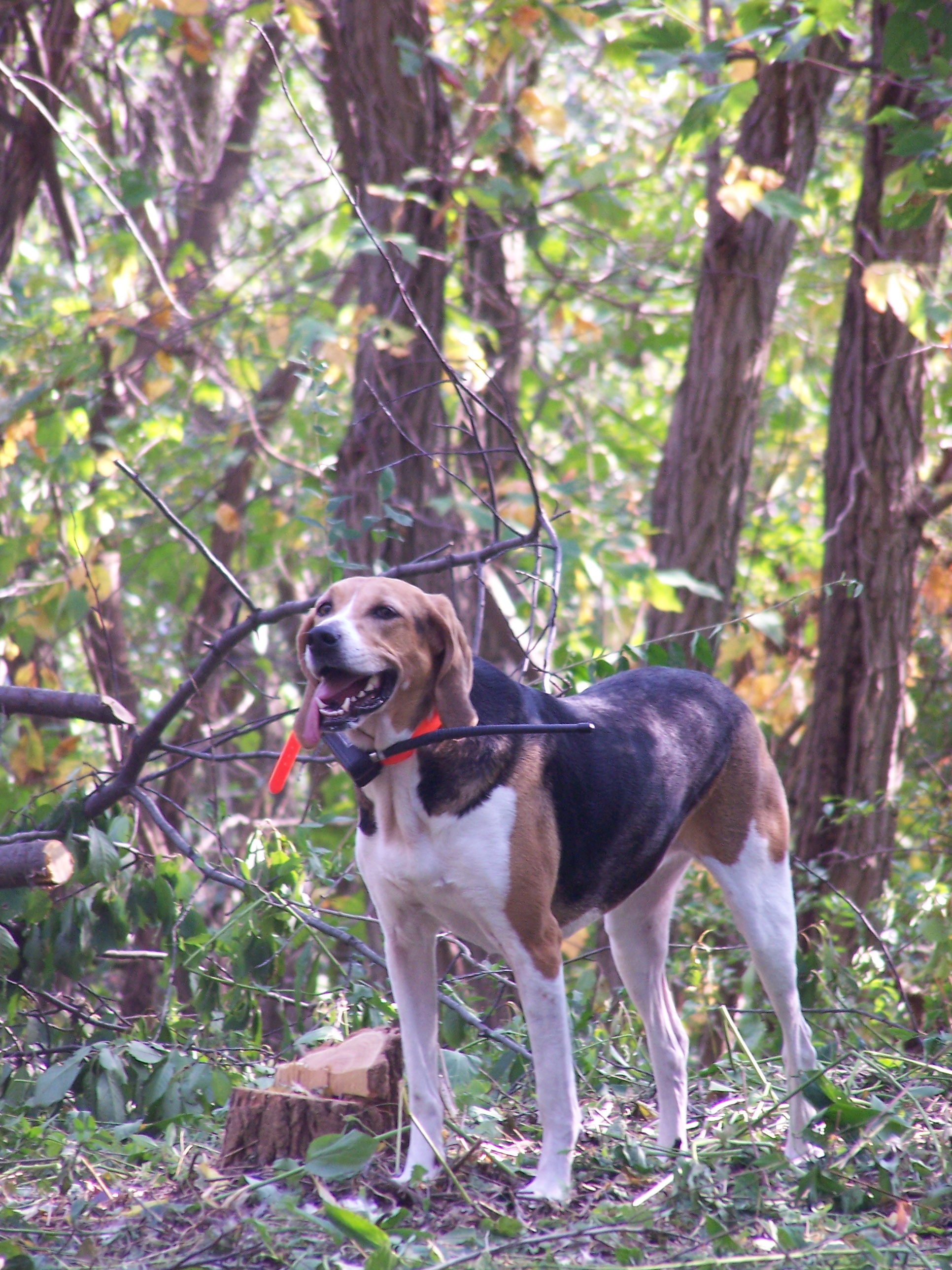
Un foxhound americà.

El foxhound és una raça de gos de caça de grans dimensions. Caça en gossada i, com tots els gossos, té un gran sentit de l'olfacte. Aquests gossos són usats per a la caça de la guineu, d'aquí l'origen del seu nom (de l'anglès fox, guineu, i hound, gos de caça). Durant una cacera, el caçador el segueix usualment a cavall i ha de viatjar diversos quilòmetres per arribar al seu objectiu. Aquests gossos tenen forts instints naturals. Són energètics i actius.

## Varietats
Hi ha dues varietats de foxhound en cadascun dels seus països d'origen:
- Foxhound americà.[4]
- Foxhound anglès.[5]